# NGC 4623
NGC 4623 هي مجرة محدبة أو مجرة إهليلجية الشكل تبعد حوالي 54 مليون سنة ضوئية تقع في كوكبة العذراء. يصنف على أنه E7، وهو نوع نادر من بيضاوي الشكل إلى المجرة العدسية. تم اكتشافه من قبل عالم الفلك ويليام هيرشيل في 13 أبريل 1784. وهو عضو في مجموعة العذراء.

## وصلات خارجية
- NGC 4623 على موقع ويكي سكاي: DSS2, SDSS, GALEX, IRAS, Hydrogen α, X-Ray, Astrophoto, Sky Map, Articles and images